# Leichtathletik-Weltmeisterschaften 2003/100 m der Männer

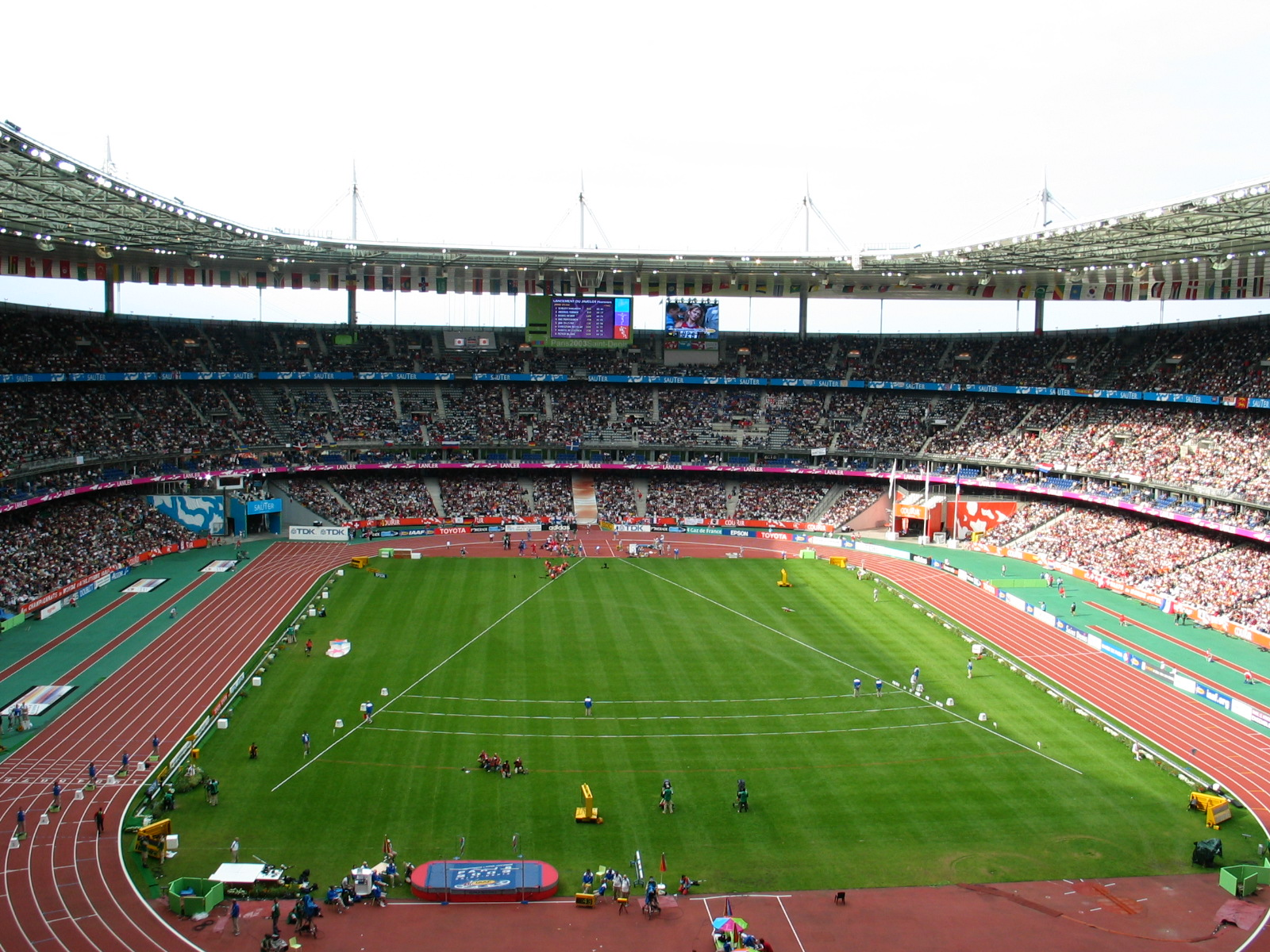
Stade de France in Paris/Saint-Denis am Schlusstag der Leichtathletik-Weltmeisterschaften

Der 100-Meter-Lauf der Männer bei den Leichtathletik-Weltmeisterschaften 2003 wurde am 24. und 25. August 2003 im Stade de France der französischen Stadt Saint-Denis unmittelbar bei Paris ausgetragen.
Weltmeister wurde der WM-Dritte von 2001 über 200 Meter Kim Collins aus St. Kitts und Nevis. Den zweiten Rang belegte Darrel Brown aus Trinidad und Tobago, der bei den Weltmeisterschaften vor zwei Jahren mit der 4-mal-100-Meter-Staffel seines Landes Silber gewonnen hatte. Bronze ging an den amtierenden Europameister Darren Campbell aus Großbritannien, der 2000 Olympiazweiter über 200 Meter war und dreimal Medaillen mit der britischen Sprintstaffel bei Großereignissen errungen hatte (WM 1999: Silber / WM 1997: Bronze / EM 1998: Gold).

## Bestehende Rekorde
| Weltrekord               | 9,79 s | Maurice Greene | Athen, Griechenland         | 16. Juni 1999   |
| Weltmeisterschaftsrekord | 9,80 s | Maurice Greene | WM 1999 in Sevilla, Spanien | 22. August 1999 |

Der bestehende WM-Rekord wurde bei diesen Weltmeisterschaften nicht eingestellt und nicht verbessert.
Zu verzeichnen waren eine Weltbestleistung und ein Landesrekord:
- Weltbestleistung: 10,01 s – Darrel Brown (Trinidad und Tobago), 3. Viertelfinale am 24. August bei Windstille
- Landesrekord: 10,81 s – Khalil al-Hanahneh (Jordanien), 2. Vorlauf am 24. August bei einem Rückenwind von 0,8 m/s

## Doping
Hier gab es zwei Dopingfälle.
- Der zunächst viertplatzierte Brite Dwain Chambers wurde positiv auf Tetrahydrogestrinon (THG) getestet und mit einer zweijährigen Sperre belegt. Seine Resultate von diesen Weltmeisterschaften wurden ihm aberkannt. Im Jahr 2010 legte Dwain Chambers ein Geständnis dazu ab. Davon betroffen war auch sein zweiter Platz mit der britischen 4-mal-100-Meter-Staffel.[2]
- Dem US-Amerikaner Tim Montgomery wurde sein fünfter Platz wegen Verstoßes gegen die Dopingregeln aberkannt. Er legte im Jahr 2008 aus dem Gefängnis heraus ein Geständnis dazu ab.[3]

Leidtragende waren vor allem die Läufer, die sich aufgrund ihrer Platzierungen eigentlich für die jeweils nächste Runde qualifiziert hätten und denen der Start dann nicht möglich war.
- Halbfinale: Zwei Sprintern blieb die Finalteilnahme verwehrt:
  - Nicolas Macrozonaris, Kanada
  - Dwight Thomas, Jamaika
- Viertelfinale: Zwei Sprinter konnten nicht am Halbfinale teilnehmen:
  - Nicolas Macrozonaris, Kanada
  - Obadele Thompson, Barbados
- Vorrunde: Zwei Sprinter konnten nicht im Viertelfinale starten:
  - Suryo Agung Wibowo, Indonesien
  - Prodromos Katsantonis, Zypern

## Vorrunde
Die Vorrunde wurde in zehn Läufen durchgeführt. Die ersten drei Athleten pro Lauf – hellblau unterlegt – sowie die darüber hinaus zwei zeitschnellsten Läufer – hellgrün unterlegt – qualifizierten sich für das Viertelfinale.

### Vorlauf 1
24. August 2003, 15:37 Uhr
Wind: +0,8 m/s
| Platz | Name                 | Nation         | Zeit (s) |
| ----- | -------------------- | -------------- | -------- |
| 1     | Obadele Thompson     | Barbados       | 10,15    |
| 2     | Georgios Theodoridis | Griechenland   | 10,17    |
| 3     | Mark Lewis-Francis   | Großbritannien | 10,17    |
| 4     | Jarbas Mascarenhas   | Brasilien      | 10,36    |
| 5     | Darren Gilford       | Malta          | 10,60    |
| 6     | Abubaker El Tawerghi | Libyen         | 10,96    |
| 7     | Hadhari Djaffar      | Komoren        | 11,05    |
| DNS   | Roman Cress          | Marshallinseln |          |

### Vorlauf 2
24. August 2003, 15:37 Uhr
Wind: +0,8 m/s
| Platz | Name                  | Nation    | Zeit (s)                    |
| ----- | --------------------- | --------- | --------------------------- |
| 1     | Bernard Williams      | USA       | 10,19                       |
| 2     | Sherwin Vries         | Südafrika | 10,20                       |
| 3     | Gábor Dobos           | Ungarn    | 10,22                       |
| 4     | Nobuharu Asahara      | Japan     | 10,23                       |
| 5     | Souhalia Alamou       | Benin     | 10,46                       |
| 6     | Khalil al-Hanahneh    | Jordanien | 10,81 NR                    |
| 7     | Patrick Mocci Raoumbé | Gabun     | 11,03                       |
| DSQ   | Vahagn Javakhyan      | Armenien  | IAAF Rule 162.8 – Fehlstart |

### Vorlauf 3

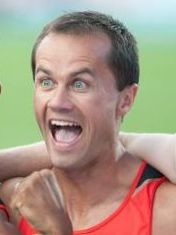
Alexander Kosenkow verpasste die nächste Runde um einen Rang bzw. drei Hundertstelsekunden

24. August 2003, 15:44 Uhr
Wind: ±0,0 m/s
| Platz | Name                | Nation       | Zeit (s)                    |
| ----- | ------------------- | ------------ | --------------------------- |
| 1     | Patrick Johnson     | Australien   | 10,29                       |
| 2     | Michael Frater      | Jamaika      | 10,32                       |
| 3     | Gennadiy Chernovol  | Kasachstan   | 10,33                       |
| 4     | Alexander Kosenkow  | Deutschland  | 10,36                       |
| 5     | Idrissa Sanou       | Burkina Faso | 10,42                       |
| DSQ   | Machave Maseko      | Swasiland    | IAAF Rule 162.8 – Fehlstart |
| DSQ   | Mohamed Siraj Tamim | Libanon      | IAAF Rule 162.8 – Fehlstart |

### Vorlauf 4
24. August 2003, 15:51 Uhr
Wind: −0,2 m/s
| Platz | Name                  | Nation              | Zeit (s) |
| ----- | --------------------- | ------------------- | -------- |
| 1     | Darren Campbell       | Großbritannien      | 10,18    |
| 2     | Nicolas Macrozonaris  | Kanada              | 10,23    |
| 3     | Chen Haijian          | Volksrepublik China | 10,31    |
| 4     | Kostjantyn Rurak      | Ukraine             | 10,46    |
| 5     | Markus Pöyhönen       | Finnland            | 10,63    |
| 6     | Gian Nicola Berardi   | San Marino          | 10,84    |
| 7     | Reginaldo Micha Ndong | Äquatorialguinea    | 11,47    |
| 8     | Devi Bahadur Basnet   | Nepal               | 11,47    |

### Vorlauf 5
24. August 2003, 15:58 Uhr
Wind: +1,7 m/s
| Platz | Name                 | Nation              | Zeit (s)                                            |
| ----- | -------------------- | ------------------- | --------------------------------------------------- |
| 1     | Darrel Brown         | Trinidad und Tobago | 10,10                                               |
| 2     | Édson Ribeiro        | Brasilien           | 10,20                                               |
| 3     | Suryo Agung Wibowo   | Indonesien          | 10,64 eigentlich für das Viertelfinale qualifiziert |
| 4     | Sayon Cooper         | Liberia             | 10,67                                               |
| 5     | JJ Capelle           | Nauru               | 11,49                                               |
| 6     | Kaewanteiti Mwatiera | Kiribati            | 11,86                                               |
| DOP   | Tim Montgomery       | USA                 | für das Viertelfinale zugelassen                    |
| DNS   | Jamal al-Saffar      | Saudi-Arabien       |                                                     |

### Vorlauf 6
24. August 2003, 16:05 Uhr
Wind: +0,6 m/s
| Platz | Name             | Nation      | Zeit (s) |
| ----- | ---------------- | ----------- | -------- |
| 1     | Jon Drummond     | USA         | 10,22    |
| 2     | Issa-Aimé Nthépé | Frankreich  | 10,30    |
| 3     | Matic Osovnikar  | Slowenien   | 10,31    |
| 4     | Aziz Zakari      | Ghana       | 10,48    |
| 5     | Chiang Wai Hung  | Hongkong    | 10,70    |
| 6     | Arben Makaj      | Albanien    | 10,87    |
| 7     | Djikoloum Mobele | Tschad      | 11,38    |
| 8     | Assad Ahmadi     | Afghanistan | 11,99    |

### Vorlauf 7
24. August 2003, 16:12 Uhr
Wind: +0,1 m/s
| Platz | Name                  | Nation                             | Zeit (s)                                            |
| ----- | --------------------- | ---------------------------------- | --------------------------------------------------- |
| 1     | Matthew Shirvington   | Australien                         | 10,36                                               |
| 2     | Roland Németh         | Ungarn                             | 10,37                                               |
| 3     | Prodromos Katsantonis | Zypern                             | 10,46 eigentlich für das Viertelfinale qualifiziert |
| 4     | Salem al-Yami         | Saudi-Arabien                      | 10,51                                               |
| 5     | Serge Bengono         | Kamerun                            | 10,56                                               |
| 6     | John Howard           | Föderierte Staaten von Mikronesien | 11,08                                               |
| 7     | Nay Aung              | Myanmar                            | 11,37                                               |
| DOP   | Dwain Chambers        | Großbritannien                     | für das Viertelfinale zugelassen                    |

### Vorlauf 8

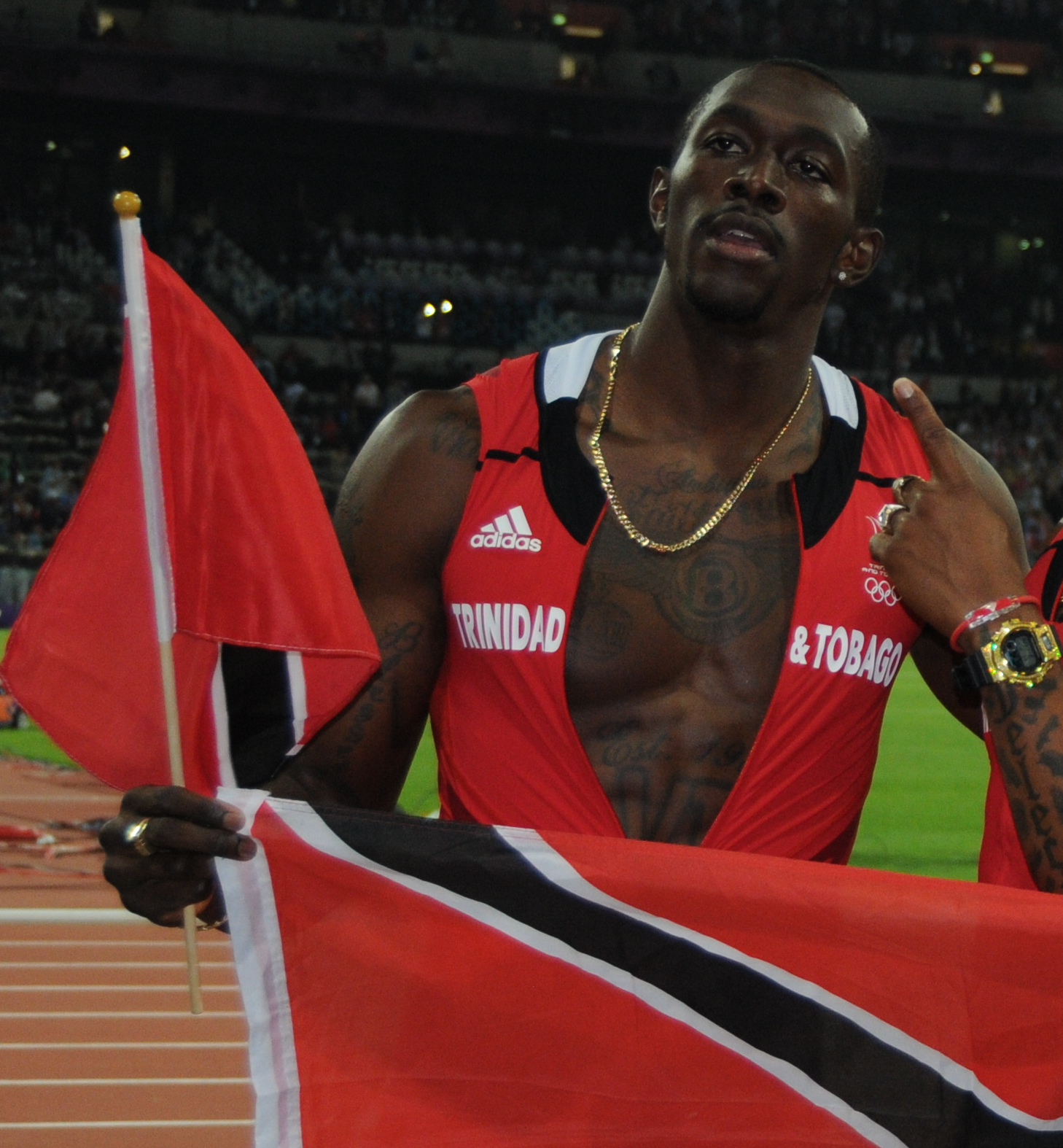
Trotz guter 10,28 s schied Marc Burns in der Vorrunde aus
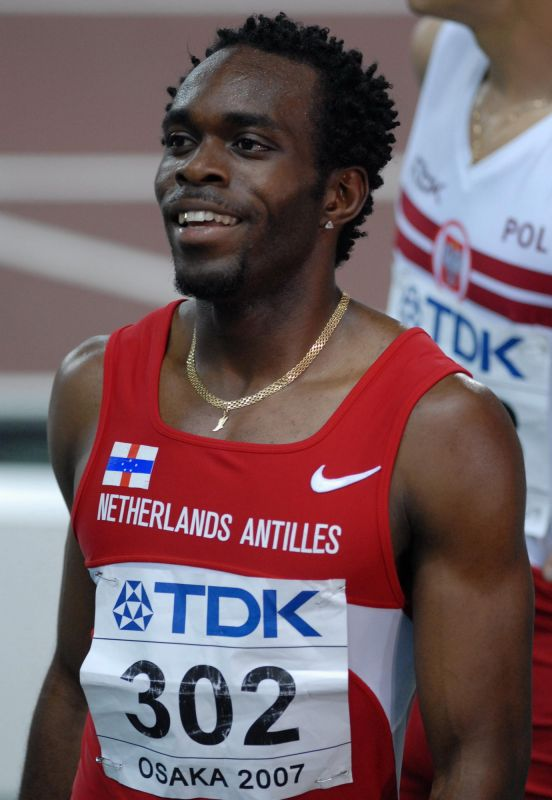
Churandy Martina erreichte als Fünfter seines Vorlaufs nicht das Viertelfinale

24. August 2003, 16:19 Uhr
Wind: −0,7 m/s
| Platz | Name                | Nation                   | Zeit (s) |
| ----- | ------------------- | ------------------------ | -------- |
| 1     | Eric Nkansah        | Ghana                    | 10,18    |
| 2     | Maurice Greene      | USA                      | 10,18    |
| 3     | Uchenna Emedolu     | Nigeria                  | 10,22    |
| 4     | Marc Burns          | Trinidad und Tobago      | 10,28    |
| 5     | Churandy Martina    | Niederländische Antillen | 10,35    |
| 6     | Xuan Tran Van       | Vietnam                  | 10,78    |
| 7     | Mohd Yusof Alias    | Singapur                 | 11,02    |
| 8     | Mohammad Shamsuddin | Bangladesch              | 11,18    |

### Vorlauf 9
24. August 2003, 16:26 Uhr
Wind: +0,9 m/s
| Platz | Name                | Nation              | Zeit (s) |
| ----- | ------------------- | ------------------- | -------- |
| 1     | Asafa Powell        | Jamaika             | 10,05    |
| 2     | Kim Collins         | St. Kitts und Nevis | 10,09    |
| 3     | Leonard Myles-Mills | Ghana               | 10,25    |
| 4     | Anson Henry         | Kanada              | 10,33    |
| 5     | Éric Pacôme N'Dri   | Elfenbeinküste      | 10,38    |
| 6     | Aaron Egbele        | Nigeria             | 10,43    |
| 7     | Andre Blackman      | Guyana              | 10,86    |
| 8     | Zoran Josifovski    | Mazedonien          | 11,63    |

### Vorlauf 10
24. August 2003, 16:33 Uhr
Wind: +0,7 m/s
| Platz | Name                     | Nation              | Zeit (s) |
| ----- | ------------------------ | ------------------- | -------- |
| 1     | Deji Aliu                | Nigeria             | 10,19    |
| 2     | Dwight Thomas            | Jamaika             | 10,22    |
| 3     | Ato Boldon               | Trinidad und Tobago | 10,23    |
| 4     | Ronald Pognon            | Frankreich          | 10,26    |
| 5     | Roger Angouono-Moke      | Republik Kongo      | 10,50    |
| 6     | Sébastien Gattuso        | Monaco              | 10,94    |
| 7     | Jason Molisingi          | Vanuatu             | 11,20    |
| 8     | Somphavanh Somchanmavong | Laos                | 11,43    |

## Viertelfinale
Aus den vier Viertelfinalläufen qualifizierten sich die jeweils ersten vier Athleten – hellblau unterlegt – sowie die darüber hinaus vier zeitschnellsten Läufer – hellgrün unterlegt – für das Halbfinale.

### Viertelfinallauf 1

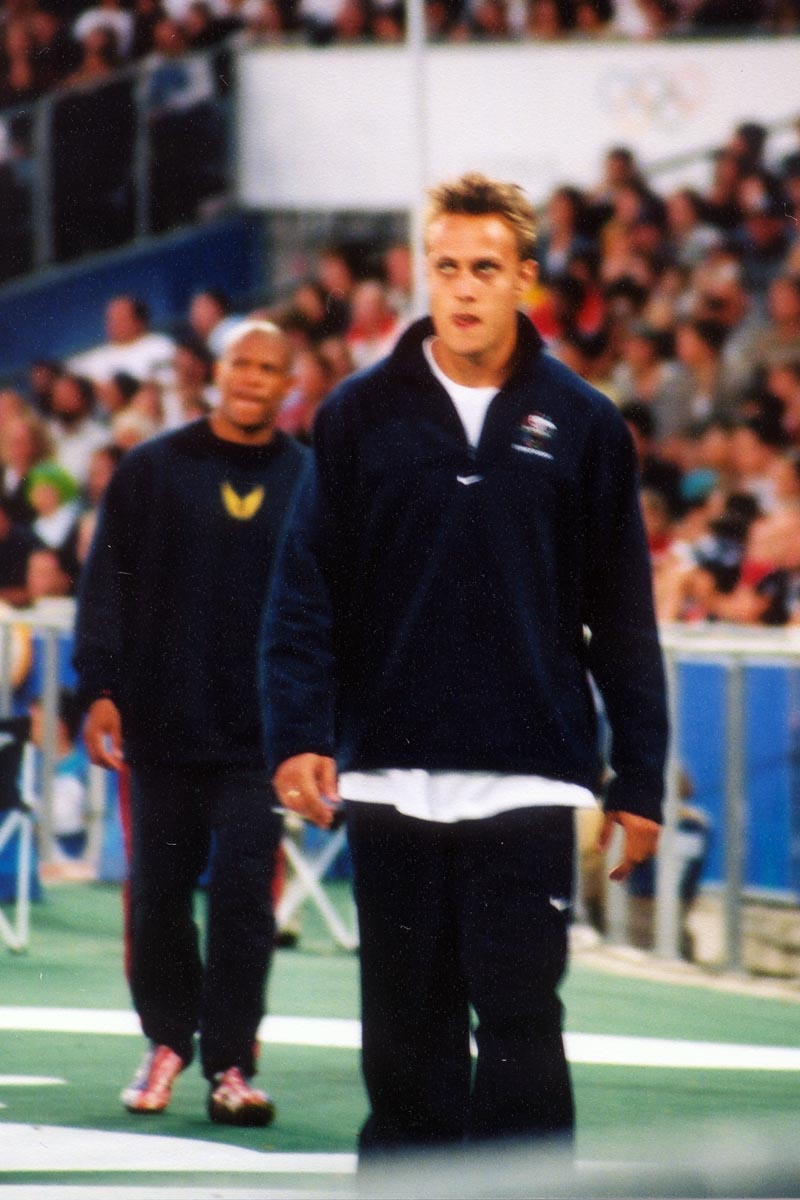
Matthew Shirvington schied als Sechster seines Viertelfinallaufs aus

24. August 2003, 18:00 Uhr
Wind: +0,6 m/s
| Platz | Name                | Nation     | Zeit (s)                                         |
| ----- | ------------------- | ---------- | ------------------------------------------------ |
| 1     | Bernard Williams    | USA        | 10,12                                            |
| 2     | Sherwin Vries       | Südafrika  | 10,18                                            |
| 3     | Nobuharu Asahara    | Japan      | 10,23                                            |
| 4     | Issa-Aimé Nthépé    | Frankreich | 10,25 eigentlich für das Halbfinale qualifiziert |
| 5     | Leonard Myles-Mills | Ghana      | 10,25                                            |
| 6     | Matthew Shirvington | Australien | 10,28                                            |
| 7     | Gábor Dobos         | Ungarn     | 10,34                                            |
| DOP   | Tim Montgomery      | USA        | für das Halbfinale zugelassen                    |

### Viertelfinallauf 2
24. August 2003, 18:07 Uhr
Wind: +0,7 m/s

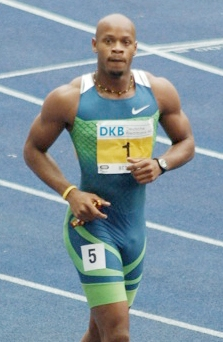
Asafa Powell wurde in diesem besonderen Viertelfinalrennen nach einem Fehlstart disqualifiziert

Dieses Rennen war in mehrfacher Hinsicht einzigartig:
- Der US-Amerikaner Jon Drummond wurde wegen eines Fehlstarts disqualifiziert. Doch er wollte seinen Ausschluss einfach nicht hinnehmen und legte sich auf die Bahn, sodass der Wiederholungsstart nicht erfolgen konnte. Trotz der Bemühungen des Veranstalters zog sich dieses Drama lange hin, es dauerte circa 45 Minuten, bis Jon Drummond unter Tränen die Bahn endlich für den nächsten Startversuch freimachte.[5]
- Mit dem Jamaikaner Asafa Powell wurde noch ein zweiter Teilnehmer wegen Fehlstarts disqualifiziert.
- Es gab auf dem vierten Rang, der zur Teilnahme an der nächsten Runde berechtigte, zwei gleichplatzierte Wettbewerber, die sich folgerichtig beide für das Halbfinale qualifizierten. So erreichten insgesamt siebzehn und nicht wie vorgesehen sechzehn Läufer die folgende Runde. Da mehr als acht Bahnen pro Rennen zur Verfügung standen, war dies allerdings für den Fortgang des Wettbewerbs unproblematisch.

| Platz | Name                 | Nation              | Zeit (s)                    |
| ----- | -------------------- | ------------------- | --------------------------- |
| 1     | Ato Boldon           | Trinidad und Tobago | 10,09                       |
| 2     | Uchenna Emedolu      | Nigeria             | 10,13                       |
| 3     | Nicolas Macrozonaris | Kanada              | 10,16                       |
| 4     | Ronald Pognon        | Frankreich          | 10,23                       |
| 4     | Dwight Thomas        | Jamaika             | 10,23                       |
| 6     | Patrick Johnson      | Australien          | 10,27                       |
| DSQ   | Jon Drummond         | USA                 | IAAF Rule 162.8 – Fehlstart |
| DSQ   | Asafa Powell         | Jamaika             | IAAF Rule 162.8 – Fehlstart |

### Viertelfinallauf 3

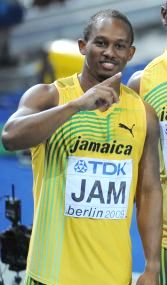
Michael Frater – Als Sechster seines Rennens erreichte er nicht das Halbfinale
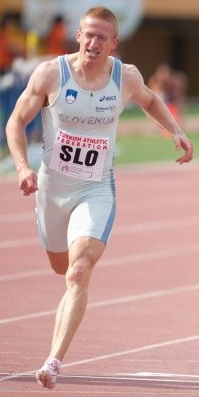
Matic Osovnikar wurde im dritten Viertelfinallauf Siebter und schied damit aus

24. August 2003, 18:14 Uhr
Wind: ±0,0 m/s
| Platz | Name                 | Nation              | Zeit (s) |
| ----- | -------------------- | ------------------- | -------- |
| 1     | Darrel Brown         | Trinidad und Tobago | 10,01 WL |
| 2     | Darren Campbell      | Großbritannien      | 10,14    |
| 3     | Eric Nkansah         | Ghana               | 10,15    |
| 4     | Mark Lewis-Francis   | Großbritannien      | 10,18    |
| 5     | Georgios Theodoridis | Griechenland        | 10,25    |
| 6     | Michael Frater       | Jamaika             | 10,25    |
| 7     | Matic Osovnikar      | Slowenien           | 10,35    |
| 8     | Gennadiy Chernovol   | Kasachstan          | 10,42    |

### Viertelfinallauf 4
24. August 2003, 18:21 Uhr
Wind: +0,6 m/s
| Platz | Name             | Nation              | Zeit (s)                                         |
| ----- | ---------------- | ------------------- | ------------------------------------------------ |
| 1     | Kim Collins      | St. Kitts und Nevis | 10,02                                            |
| 2     | Maurice Greene   | USA                 | 10,04                                            |
| 3     | Deji Aliu        | Nigeria             | 10,04                                            |
| 4     | Obadele Thompson | Barbados            | 10,14 eigentlich für das Halbfinale qualifiziert |
| 5     | Édson Ribeiro    | Brasilien           | 10,28                                            |
| 6     | Chen Haijian     | Volksrepublik China | 10,32                                            |
| 7     | Roland Németh    | Ungarn              | 10,40                                            |
| DOP   | Dwain Chambers   | Großbritannien      | für das Halbfinale zugelassen                    |

## Halbfinale
Aus den beiden Halbfinalläufen qualifizierten sich die jeweils ersten vier Athleten – hellblau unterlegt – für das Finale.
Da sich wegen der Gleichplatziertheit zweier Läufer auf dem vierten Rang im dritten Viertelfinallauf insgesamt siebzehn Sprinter für das Halbfinale qualifiziert hatten, starteten im zweiten Halbfinalrennen neun und nicht wie sonst üblich acht Athleten.

### Halbfinallauf 1

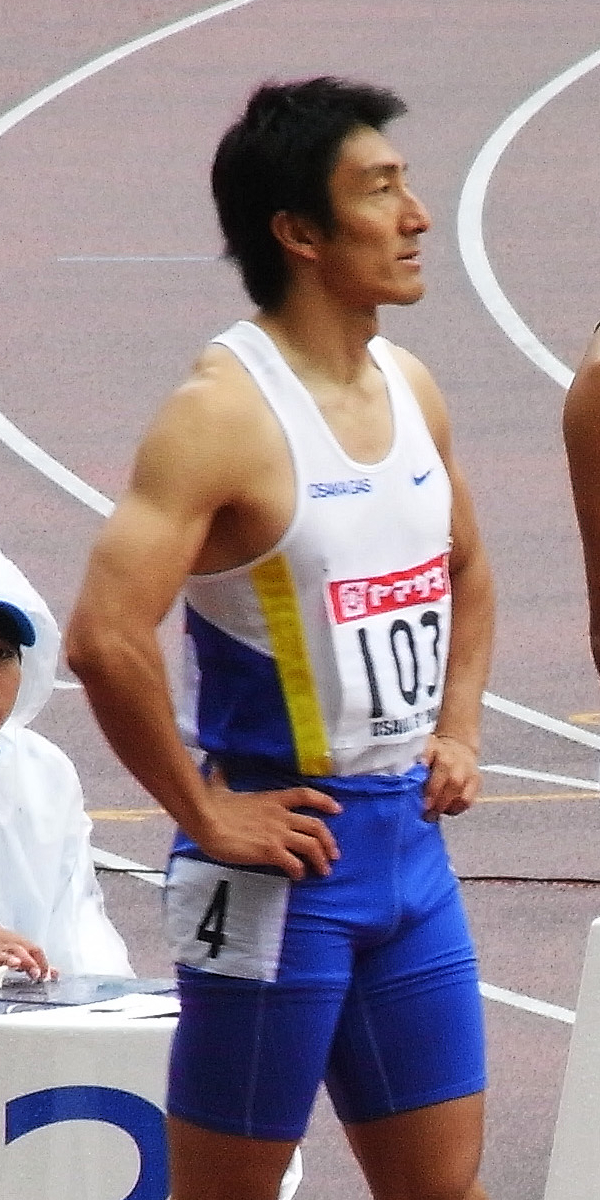
Als Sechster seines Rennens scheiterte Nobuharu Asahara erst im Halbfinale
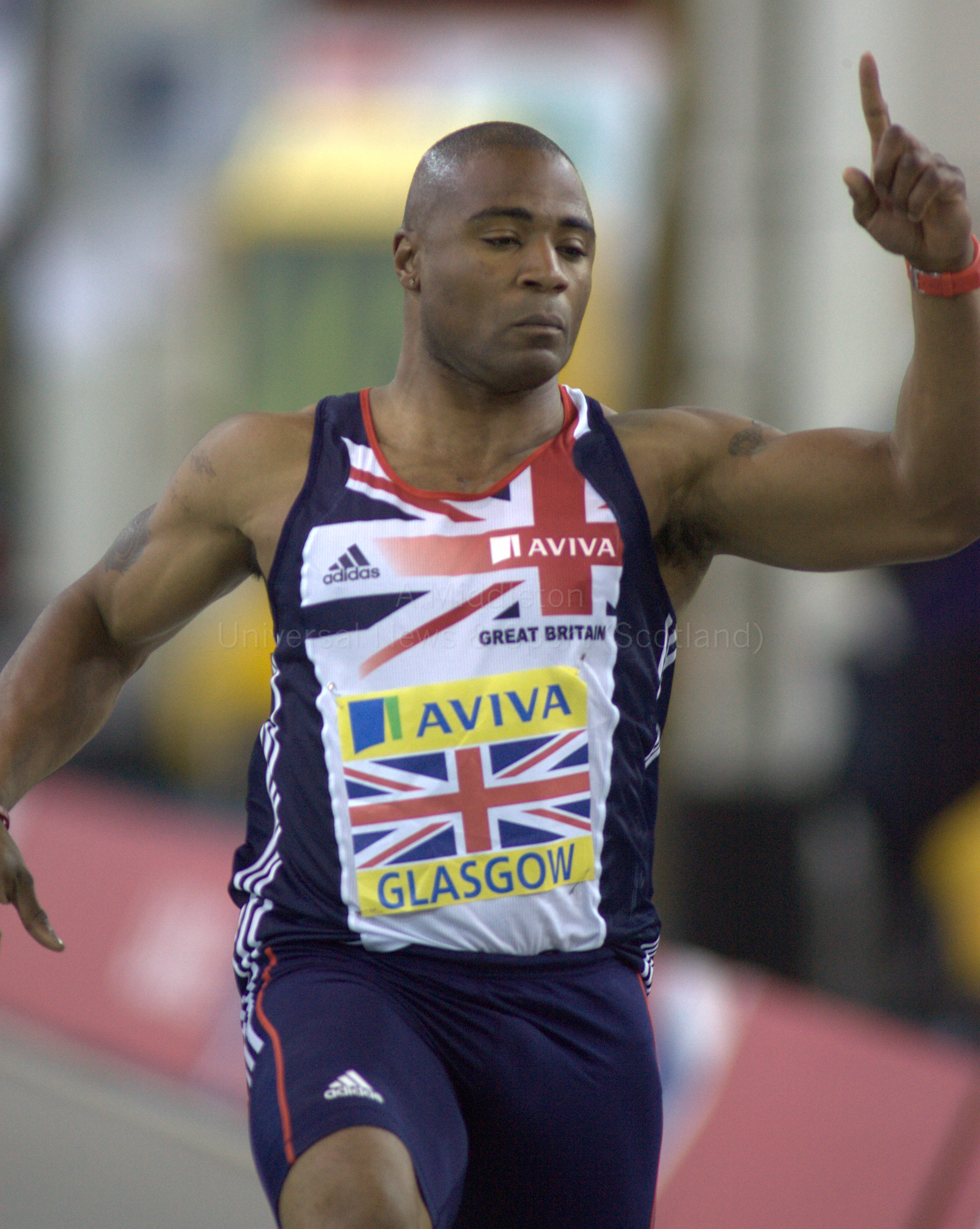
Für Mark Lewis-Francis reichte es als Sechster seines Halbfinallaufs nicht in den Endlauf

25. August 2003, 19:35 Uhr
Wind: +0,5 m/s
| Platz | Name                 | Nation              | Zeit (s)                                     |
| ----- | -------------------- | ------------------- | -------------------------------------------- |
| 1     | Bernard Williams     | USA                 | 10,11                                        |
| 2     | Uchenna Emedolu      | Nigeria             | 10,15                                        |
| 3     | Kim Collins          | St. Kitts und Nevis | 10,16                                        |
| 4     | Nicolas Macrozonaris | Kanada              | 10,27 eigentlich für das Finale qualifiziert |
| 5     | Eric Nkansah         | Ghana               | 10,39                                        |
| 6     | Nobuharu Asahara     | Japan               | 10,42                                        |
| 7     | Mark Lewis-Francis   | Großbritannien      | 10,44                                        |
| DOP   | Tim Montgomery       | USA                 | für das Finale zugelassen                    |

### Halbfinallauf 2
25. August 2003, 19:40 Uhr
Wind: +0,6 m/s
| Platz | Name            | Nation              | Zeit (s)                                     |
| ----- | --------------- | ------------------- | -------------------------------------------- |
| 1     | Darrel Brown    | Trinidad und Tobago | 10,11                                        |
| 2     | Darren Campbell | Großbritannien      | 10,12                                        |
| 3     | Deji Aliu       | Nigeria             | 10,14                                        |
| 4     | Dwight Thomas   | Jamaika             | 10,19 eigentlich für das Finale qualifiziert |
| 5     | Ato Boldon      | Trinidad und Tobago | 10,22                                        |
| 6     | Ronald Pognon   | Frankreich          | 10,25                                        |
| 7     | Maurice Greene  | USA                 | 10,37                                        |
| 8     | Sherwin Vries   | Südafrika           | 10,41                                        |
| DOP   | Dwain Chambers  | Großbritannien      | für das Finale zugelassen                    |

Im zweiten Halbfinalrennen ausgeschiedene Sprinter:

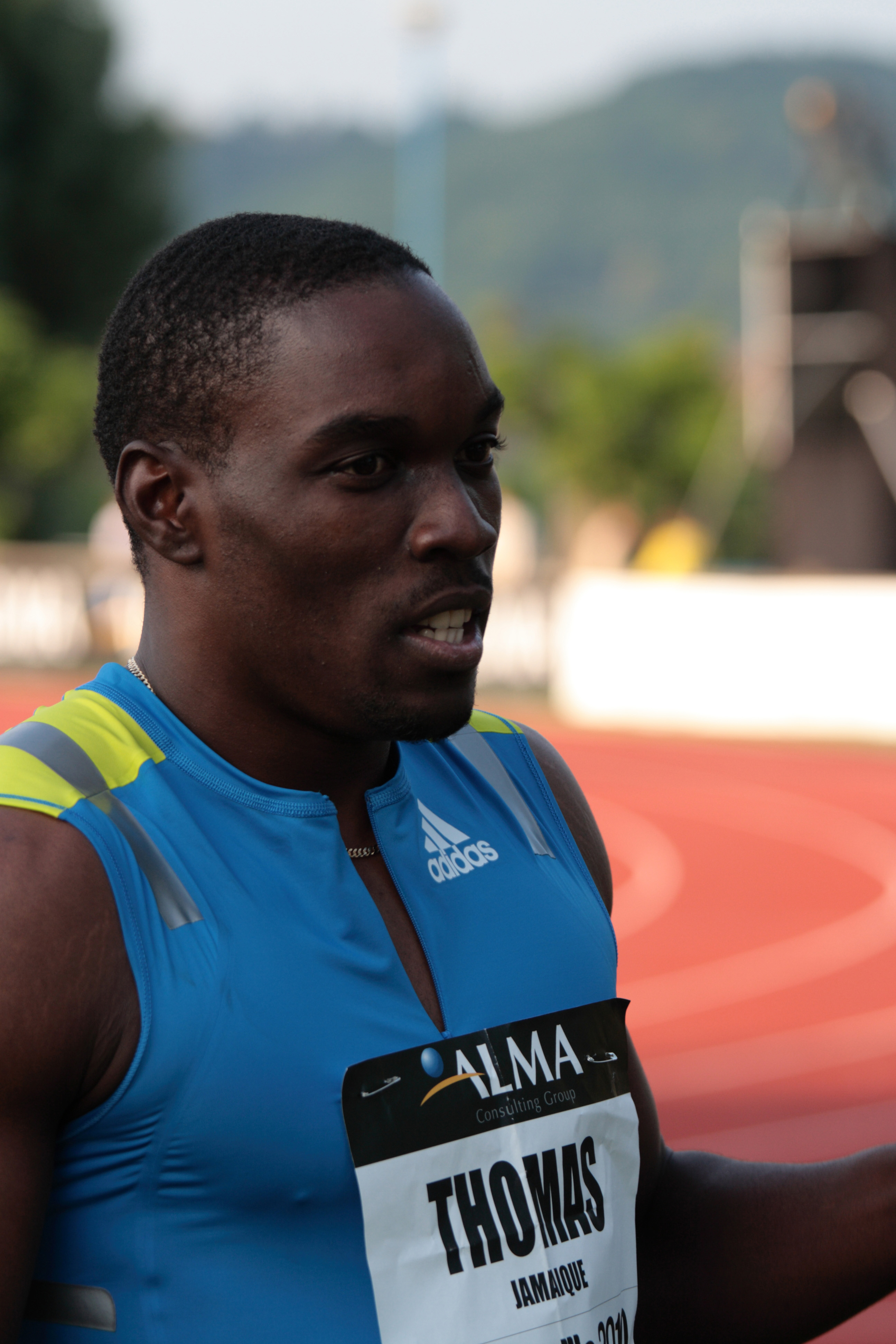
Dwight Thomas – er wäre als Vierter eigentlich im Finale startberechtigt gewesen
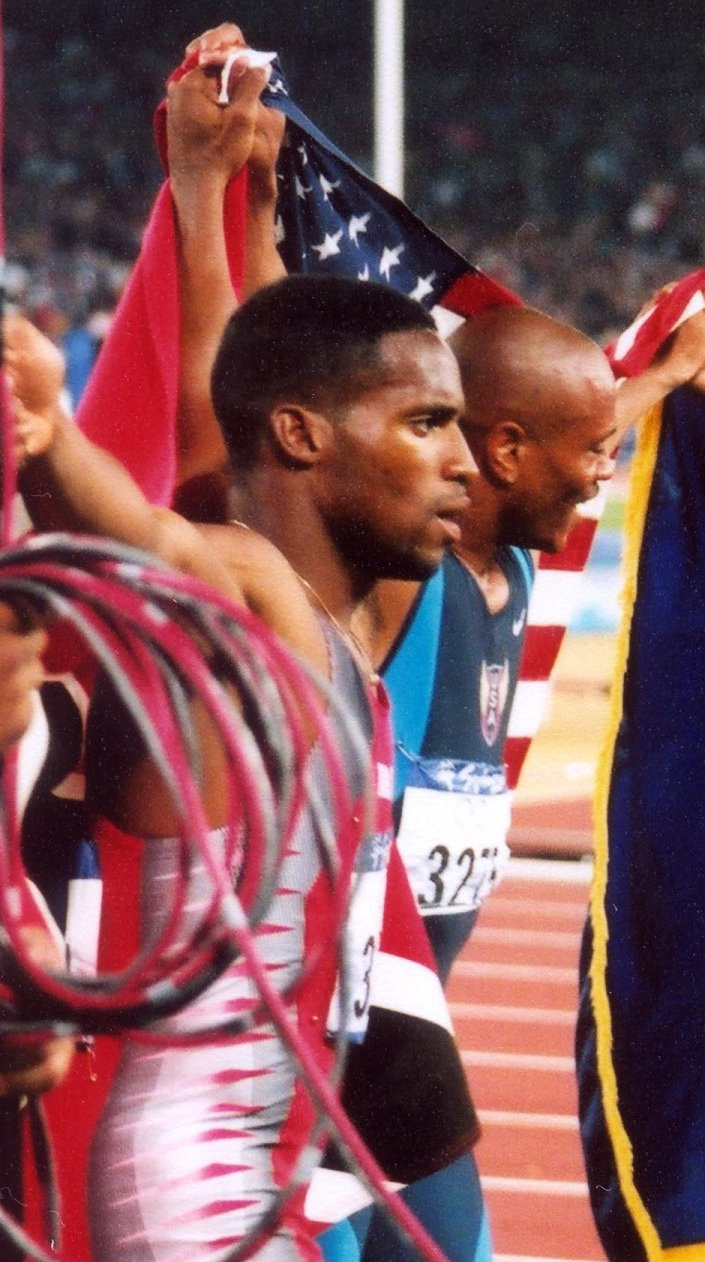
Ato Boldon – in den Vorjahren noch Gewinner einiger Medaillen, hier reichte sein fünfter Platz nicht mehr ins Finale
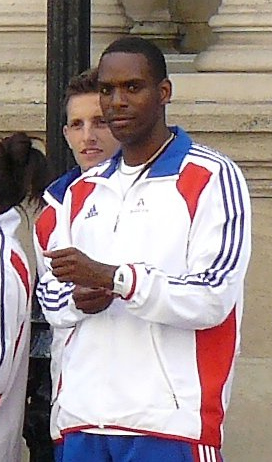
Ronald Pognon – Rang sechs in 10,25 s
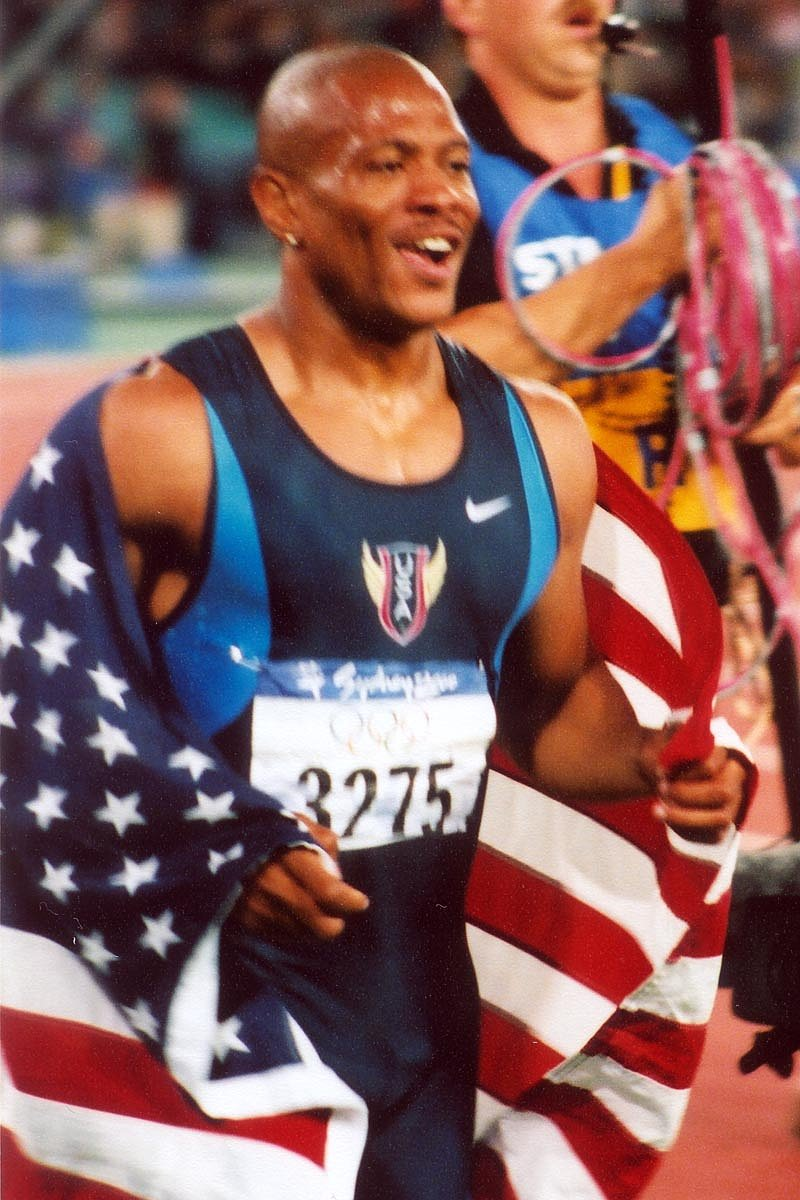
Maurice Greene – Der Olympiasieger und Weltmeister der letzten Jahre scheiterte als Siebter in 10,37 s

## Finale
25. August 2003, 22:10 Uhr
Wind: ±0,0 m/s
| Platz | Name             | Nation              | Zeit (s) |
| ----- | ---------------- | ------------------- | -------- |
| 1     | Kim Collins      | St. Kitts und Nevis | 10,07    |
| 2     | Darrel Brown     | Trinidad und Tobago | 10,08    |
| 3     | Darren Campbell  | Großbritannien      | 10,08    |
| 4     | Bernard Williams | USA                 | 10,13    |
| 5     | Deji Aliu        | Nigeria             | 10,21    |
| 6     | Uchenna Emedolu  | Nigeria             | 10,22    |
| DOP   | Tim Montgomery   | USA                 |          |
| DOP   | Dwain Chambers   | Großbritannien      |          |

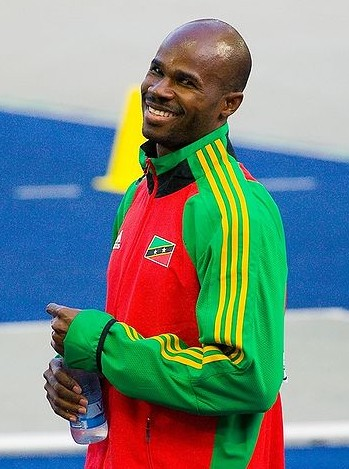
Überraschungsweltmeister Kim Collins, 2001 war er WM-Dritter über 200 Meter

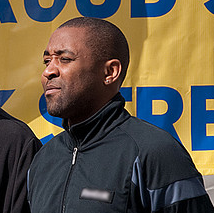
Bronzemedaillengewinner Darren Campbell war amtierender Europameister und 2000 Olympiazweiter über 200 Meter
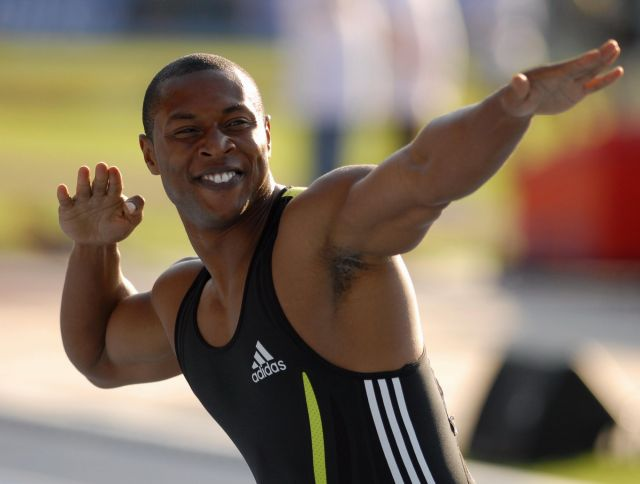
Der Vizeweltmeister von 2001 Bernard Williams belegte Rang vier
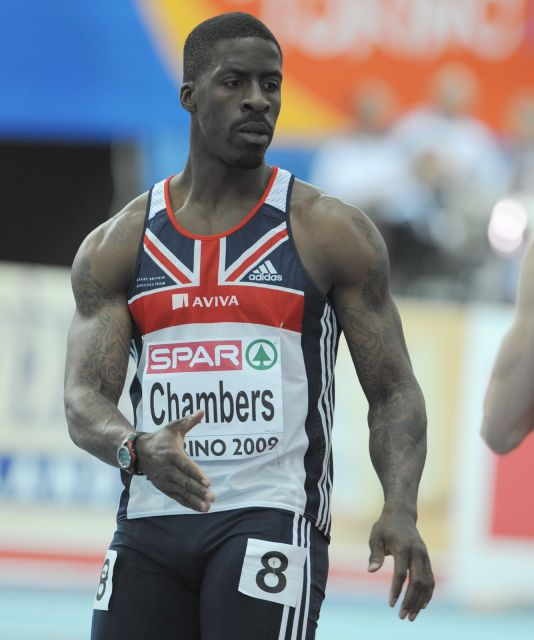
Dopingsünder Dwain Chambers

## Video
- 2003 World Championships (100m Final) - Kim Collins (10.07) - Paris, France, Video veröffentlicht am 2. August 2012 auf youtube.com, abgerufen am 30. August 2020